# Peter Bremers
Peter Bremers, né en 1957 à Maastricht, est un sculpteur néerlandais.

## Biographie
Peter Bremers a étudié aux Beaux-arts de Maastricht (nl), puis à la Jan van Eyck Academie (en). Il a travaillé avec Lino Tagliapietra (en), Bernard Heesen (nl), Zdeněk Lhotský (cs), Neil Wilkin. À la suite d'un voyage en Antarctique, il décide de s'orienter vers la sculpture sur verre.

## Œuvres
- Icebergs & Paraphernalia, verre moulé, 2006

### Vidéo
- Antarctic Splendour, 30 min, 2002 Vimeo

## Expositions
- Festival international du film sur l'argile et le verre, Montpellier, avril 2008
- Festival international du film sur l'argile et le verre, Montpellier, mars 2010
- Stewart Fine Art, Boca Raton, USA, 2013[2]
- Etienne Gallery, Oisterwijk, Pays-Bas, 2014[3]
- Fort Wayne Museum of Art (en), USA, 2014[4]